# 愛の勝利を ムッソリーニを愛した女
『愛の勝利を ムッソリーニを愛した女』（あいのしょうりをムッソリーニをあいしたおんな、Vincere）は2009年のイタリア・フランスの伝記映画。監督はマルコ・ベロッキオ、出演はジョヴァンナ・メッツォジョルノとフィリッポ・ティーミなど。イタリアの独裁者ベニート・ムッソリーニの若き日を支えた最初の「妻」として息子を生みながら、その存在が隠蔽された実在の女性イーダ・ダルセルの悲劇を描いている。主演のメッツォジョルノが、第45回全米映画批評家協会賞で主演女優賞を受賞するなど様々な賞を受賞している。
日本では「イタリア映画祭2010」において2010年4月29日と5月3日に『勝利を』のタイトルで上映された後、2011年5月28日から『愛の勝利を ムッソリーニを愛した女』のタイトルで一般公開された。R15+指定。

## キャスト
- イーダ・ダルセル: ジョヴァンナ・メッツォジョルノ
- ベニート・ムッソリーニ: フィリッポ・ティーミ（二役）
- ベニート・アルビノ・ムッソリーニ（イタリア語版）: フィリッポ・ティーミ（二役） - イーダとベニートの息子。
- リッカルド: ファウスト・ルッソ・アレージ - イーダの妹の夫。
- ラケーレ・ムッソリーニ: ミケーラ・チェスコン（イタリア語版） - ベニートの正妻。

## 作品の評価

### 映画批評家によるレビュー
Rotten Tomatoesによれば、92件の評論のうち高評価は92%にあたる85件で、平均点は10点満点中7.6点、批評家の一致した見解は「政治論の部分もあれば、メロドラマの部分もある、マルコ・ベロッキオ監督によるムッソリーニの伝記映画は、歴史の詳細を省いて感情移入しやすくされており、そしてジョヴァンナ・メッツォジョルノの見事な演技を披露する場となっている。」となっている。
Metacriticによれば、24件の評論のうち、高評価は22件、賛否混在は2件、低評価はなく、平均点は100点満点中85点となっている。

### 受賞歴
映画公式サイトより。
- 2011年 全米批評家協会賞 主演女優賞（ジョヴァンナ・メッツォジョルノ）受賞
- 2011年 インターナショナル・シネファイル・ソサイエティ賞 主演女優賞（ジョヴァンナ・メッツォジョルノ）受賞・外国映画ベスト10 第9位
- 2010年 ダヴィッド・ディ・ドナテッロ賞（イタリア映画アカデミー賞）監督賞・撮影賞・編集賞ほか8部門受賞
- 2009年 カイエ・デュ・シネマ誌ベスト10 第2位
- 2009年 ヨーロッパ映画賞技術部門賞（フランチェスカ・カルヴェッリの編集）受賞
- 2009年 シカゴ国際映画祭 監督賞・主演女優賞・主演男優賞・撮影賞受賞
- 2009年 イタリア・ゴールデングローブ賞 主演女優賞・撮影賞・外国人記者グランプリ受賞
- 2009年 ナストロ・ダルジェント賞（イタリア映画批評家協会主催）主演女優賞・撮影賞・編集賞・美術賞受賞
- 2009年 カンヌ国際映画祭 コンペティション部門正式招待作品